# Miñaca
Miñaca är en ort i Mexiko.   Den ligger i kommunen Guerrero och delstaten Chihuahua, i den nordvästra delen av landet, 1 300 km nordväst om huvudstaden Mexico City. Miñaca ligger 2 110 meter över havet och antalet invånare är 353.
Terrängen runt Miñaca är platt åt nordväst, men åt sydost är den kuperad. Runt Miñaca är det mycket glesbefolkat, med 7 invånare per kvadratkilometer. Närmaste större samhälle är La Junta, 12,4 km öster om Miñaca. Omgivningarna runt Miñaca är i huvudsak ett öppet busklandskap.